# Туризм в Латвии
Туризм является одной из важных составляющих экономики Латвии со времён СССР. В 2007 году вклад туристического сектора в экономику страны оценивался в 4,1 % ВВП. По данным газеты Dienas Bizness, индустрия туризма обеспечивает 4,1 % ВВП и 8,9 % рабочих мест в Латвии (2018).
Уже во времена СССР туризм в Латвии был достаточно дифференциирован по секторам: различались пляжный, санаторно-курортный, фестивальный и исторический потоки. В 1990 году Рижский аэропорт зарегистрировал свой рекордный пассажиропоток в объёме 2,0 млн человек. В 2000-е годы страну ежегодно посещали порядка 5 млн иностранных граждан. Традиционно самыми популярными направлениями были и остаются Рига и Юрмала. К новым разновидностям туризма относятся экологический туризм, а также секс-туризм. Росту популярности Латвии среди британцев, немцев и скандинавов способствовало ускоренное развитие Риги как хаба для многих лоу-костеров, по крайней мере до финансового кризиса конца 2000-х годов. Стоит отметить что чистые прибытия до сих пор не могут выйти на уровень позднесоветских времен: из 3,8 млн пассажирпотока в 2008 году 1,5 приходилось на транзитных пассажиров, то есть тех кто не имел возможности ознакомиться со страной. Внутрилатвийский туризм, имевший в прошлом важное значение, в настоящее время испытывает трудности в связи с резким сокращением внутреннего рынка страны, связанного в первую очередь с резким падением численности и постарением населения Латвии в период после получения независимости.